# Leila Janah
Leila Janah (Lewistown, Estat de Nova York, 9 d'octubre de 1982 – Manhattan, 24 de gener de 2020) va ser una empresària estatunidenca. Fundadora i directora de Samasource i LXMI, tenia com a objectiu, mitjançant aquestes empreses, de poder erradicar la pobresa. Va morir a l'edat de 37 anys al gener del 2020, arran d'un sarcoma epitelioïd.